# Crime passionnel (téléfilm, 1999)
Pour les articles homonymes, voir Crime passionnel (homonymie).
Pour plus de détails, voir Fiche technique et Distribution.
 Crime passionnel (A Crime of Passion) est un téléfilm américain diffusé en 1999 et réalisé par Bill Norton.

## Synopsis
La police soupçonne une étudiante en médecine d'avoir purement et simplement assassiné son père. La jeune femme, innocente du crime qu'on lui reproche, a bien du mal à faire entendre raison aux enquêteurs. Parallèlement, elle essaie de protéger sa sœur, poursuivie par les véritables tueurs...

## Fiche technique
- Réalisateur : Bill Norton
- Année de production : 1999
- Durée : 86 minutes
- Format : 1,33:1, couleur
- Son : stéréo
- Dates de premières diffusions :
  -  États-Unis : 15 décembre 1999
  -  France : 12 mars 2002 sur TF1
- Interdit aux moins de 10 ans

## Distribution
- Tracey Gold (VF : Patricia Legrand) : Alyssa Pierce
- Powers Boothe : Dr Ben Pierce
- Kelly Rowan : Marci Elias
- David Chokachi : Eddie Meredith
- Rodney Rowland : Rod Rowland
- Kerrie Keane : Blair Worrall
- Robert Gossett : l'inspecteur Peter Lipton
- Jessie Gold (VF : Mélody Dubos) : Natalie Pierce
- Julia Schultz : Caroline
- Andrew Stone : Matt

 Source et légende : version française (VF) sur RS Doublage et selon le carton du doublage français télévisuel.